# Memoriał Romana Siemińskiego
El Memoriał Romana Siemińskiego es una carrera ciclista profesional de un día que se realiza en Voivodato de Mazovia y sus alrededores en Polonia.
La primera edición se disputó en el año 1998 como una carrera amateur UCI. Desde el año 2015 entró a formar parte del UCI Asia Tour como competencia de categoría 1.2.

## Palmarés
| Año  | Ganador             | Segundo             | Tercero               |
| ---- | ------------------- | ------------------- | --------------------- |
| 1998 | Piotr Wadecki       |                     |                       |
| 2000 | Bartłomiej Ksobiak  |                     |                       |
| 2001 | Piotr Zaradny       |                     |                       |
| 2002 | Robert Radosz       |                     |                       |
| 2004 | Łukasz Podolski     |                     |                       |
| 2005 | Mariusz Wiesiak     |                     |                       |
| 2006 | Marcin Gębka        |                     |                       |
| 2007 | Roman Broniš        |                     |                       |
| 2008 | Piotr Zaradny       |                     |                       |
| 2009 | Wojciech Halejak    |                     |                       |
| 2010 | Wojciech Ziółkowski |                     |                       |
| 2011 | Robert Radosz       |                     |                       |
| 2012 | Rick Ampler         | Jaroslaw Rebiewski  | Sylwester Janiszewski |
| 2013 | Tomasz Smoleń       |                     |                       |
| 2014 | Eryk Latoń          | Piotr Wojciechowski | Kacper Gronkiewicz    |
| 2015 | Alois Kaňkovský     | Konrad Dąbkowski    | Vasyl Malynivskyi     |
| 2016 | Mykhailo Kononenko  | Marek Rutkiewicz    | Martin Hunal          |
| 2017 | Alois Kaňkovský     | Alan Banaszek       | Vojtěch Hačecký       |
| 2018 | Alois Kaňkovský     | Szymon Sajnok       | Alan Banaszek         |
| 2019 | Alois Kaňkovský     | František Sisr      | Sylwester Janiszewski |

## Palmarés por países
| País            | Victorias |
| --------------- | --------- |
| Polonia         | 13        |
| República Checa | 5         |
| Alemania        | 1         |
| Ucrania         | 1         |